# Eleorchis
Eleorchis é um género botânico pertencente à família das orquídeas (Orchidaceae).